# Exodus (informatique)
Pour les articles homonymes, voir Exodus.
Exodus est un client libre de messagerie instantanée pour le réseau Jabber. Il est disponible selon les termes de la licence GPL sur les systèmes d'exploitation Windows.
Exodus gère les principales fonctionnalités de Jabber/XMPP telles que les services, les transports, les conférences, les connexions chiffrées avec les serveurs en SSL, les ressources et priorités, les statuts de présence, etc.
Le leader du développement, Peter Millard, décédé en 2006, était un des piliers du développement de Jabber/XMPP.